# Frode Olsen (labdarúgó)
Frode Olsen (Stavanger, 1967. október 12. –) norvég válogatott labdarúgókapus. A norvég válogatott tagjaként részt vett a 2000-es Európa-bajnokságon.

## Sikerei, díjai
Egyéni
- Az év kapusa Norvégiában (3): 1997, 1998, 1999